# 山香温泉
山香温泉（やまがおんせん）は、大分県杵築市にある温泉。

## 泉質
- ナトリウム-塩化物・炭酸水素塩泉（風の郷）
  - 泉温　38.7℃
- ナトリウム-塩化物強塩泉（杵築市山香温泉センター）
  - 泉温　32℃

## 温泉地
杵築市街地から15キロ離れた国東半島外れの山あいに、日帰り温泉施設「杵築市山香温泉センター」が存在する。日帰り入浴も可能だった宿泊施設「風の郷」は2022年1月より休業している。

## 歴史
2000年（平成12年）-旧山香町の開発によって、「風の郷」開業。

## アクセス
鉄道
- JR九州日豊本線中山香駅から車で約5分。

車
- 東九州自動車道大分農業文化公園ICから県道42号、国道10号経由で約12km。